# Crespiá

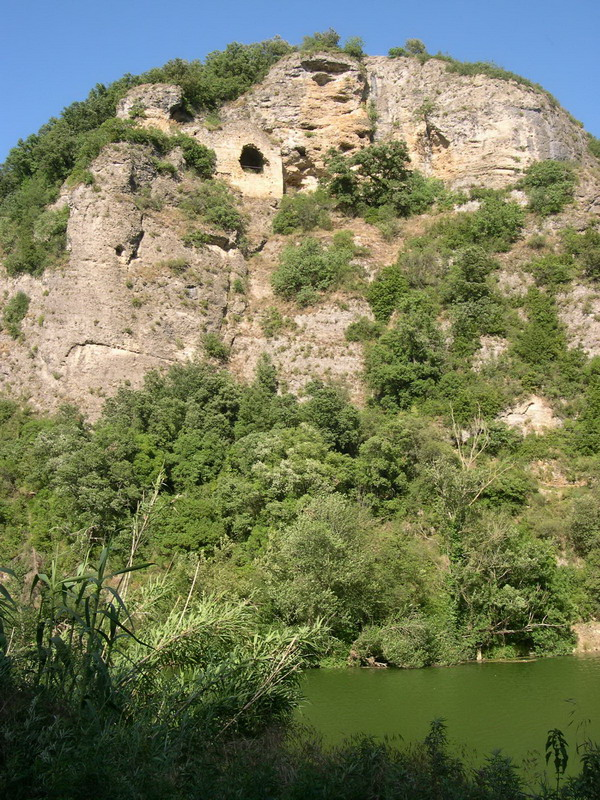
San Miguel de la Roca sobre el río Fluviá

Crespiá (oficialmente y en catalán Crespià) es un municipio español de la provincia de Gerona, situado en la parte norte de la comarca catalana del Pla de l'Estany, en el límite con las de La Garrocha y Alto Ampurdán. Tiene una población de 250 habitantes (INE 2024). Además de la capital municipal, incluye los núcleos de Llavanera, Pedrinyà, Pompià y Portell.

## Geografía
Integrado en la comarca de Pla de l'Estany, se sitúa a 33 kilómetros de la capital provincial. El término municipal está atravesado por un tramo de la carretera nacional N-260, entre los pK 56 y 57, y por carreteras locales que permiten la comunicación con Cabanellas y Esponellá. 
El relieve del municipio es ondulado, con algunas pequeñas elevaciones. El río Fluviá hace de límite meridional con Esponellá. Cuenta con numerosos torrentes que discurren entre las pequeñas elevaciones, afluentes del Fluviá. La altitud oscila entre los 265 metros al norte y los 80 metros sobre el nivel del mar, a orillas del río Fluviá. El pueblo se alza a 138 metros sobre el nivel del mar. 
| Noroeste: Mayá de Moncal | Norte: Cabanellas | Nordeste: Cabanellas y Navata |
| Oeste: Mayá de Moncal    |                   | Este: Cabanellas (exclave)    |
| Suroeste: Esponellà      | Sur: Esponellá    | Sureste: Esponellá            |

## Historia
Hacia mediados del siglo XIX, el lugar, ya por entonces con ayuntamiento propio, tenía contabilizada una población de 452 habitantes. Aparece descrito en el séptimo volumen del Diccionario geográfico-estadístico-histórico de España y sus posesiones de Ultramar de Pascual Madoz con las siguientes palabras:

CRESPIA: l. con ayunt. en la prov., part. y dióc. de Gerona (4 leg.), part. jud. de Figueras (2 1/2), aud. terr. y c. g. de Barcelona (17): sit. en terreno llano, le combaten comunmente los vientos del N. y O.; su clima es templado y saludable, las enfermedades mas conocidas son fiebres inflamatorias y biliosas. Tiene 97 casas; la consistorial, en cuyo local está la escuela de instruccion primaria, concurrida por 50 alumnos que pagan al maestro una retribucion convencional; un hospital con algunas fincas y rent. propias, en donde se recogen y son socorridos los enfermos pobres de solemnidad vec. del pueblo; una igl. parr. (Sta. Eulalia), servida por un cura de primer ascenso, y otra dedicada á Sta. Lucía en la que se celebra misa solo el dia de la santa titular. El térm. confina N. Cabanellas y Caixás; E. Espinavesa; S. el r. Fluviá, y O. Dosques: en él se encuentran 2 ermitas casi derruidas dedicadas á San Miguel y á San Bartolomé, la una sit. sobre un picacho, inmediato al camino que conduce de Figueras á Olot, y la otra en una hondonada al pie del citado picacho; la jurisd. comprende la pequeña ald. nombrada San Just., que se compone de 2 casas y depende en todo de Crespiá. El terreno es llano y de buena calidad; solo tiene una elevada loma á 1/4 de leg. del pueblo, en la cual hay un collado notable llamado Coll de Portell; le fertiliza el r. Fluviá, y le cruzan varios caminos locales de herradura y uno carretero ya citado, de Figueras á Olot. El correo lo recogen los interesados en Besalú tres veces á la semana. prod.: trigo, vino, aceite, maiz, patatas y mijo; cria ganado lanar y vacuno; caza de perdices, conejos y liebres, y pesca de barbos y anguilas. Se celebra una feria, bastante concurrida, el dia 24 de febrero, conocida en el pais por la Fira de la mel, por la mucha miel que en ella se vende; el tráfico del pueblo consiste en llevar á vender los frutos sobrantes á los mercados de Figueras, Besalú y Bañolas. pobl.: 103 vec., 452 alm. cap. prod.: 4.982,400 rs. imp. 124.560.
(Madoz, 1847, p. 167)

## Demografía
Crespiá cuenta con una población de 250 habitantes (INE 2024).
| Gráfica de evolución demográfica de Crespiá entre 1842 y 2021                                                       |
| |
| Población de derecho según los censos de población del INE Población de hecho según los censos de población del INE |